# Notophysis stuhlmanni
Notophysis stuhlmanni là một loài bọ cánh cứng trong họ Cerambycidae.